# Death Race (jogo eletrónico de 1976)
Death Race é um jogo eletrónico de corrida de arcade desenvolvido e publicado por Exidy nos Estados Unidos, primeiro enviando para distribuidores de arcade em abril de 1976. O jogo era uma modificação do jogo de 1975 da Exidy Destruction Derby no qual os jogadores batiam com os seus carros para ganhar pontos. Em Death Race, o objetivo torna-se ir contra "gremlins" para ganhar pontos. O jogo pode ser jogado com um ou dois jogadores controlando carros diferentes. O título original para o jogo que apareceu em publicidade inicial era Death Race 98.
O jogo atraiu controvérsia pela conteúdo do jogo que era centrado em matar figuras humanoides. Em julho de 1976, jornais e organizações cívicas começaram a atacar o jogo por facilitar violência de forma virtual.

## Jogo

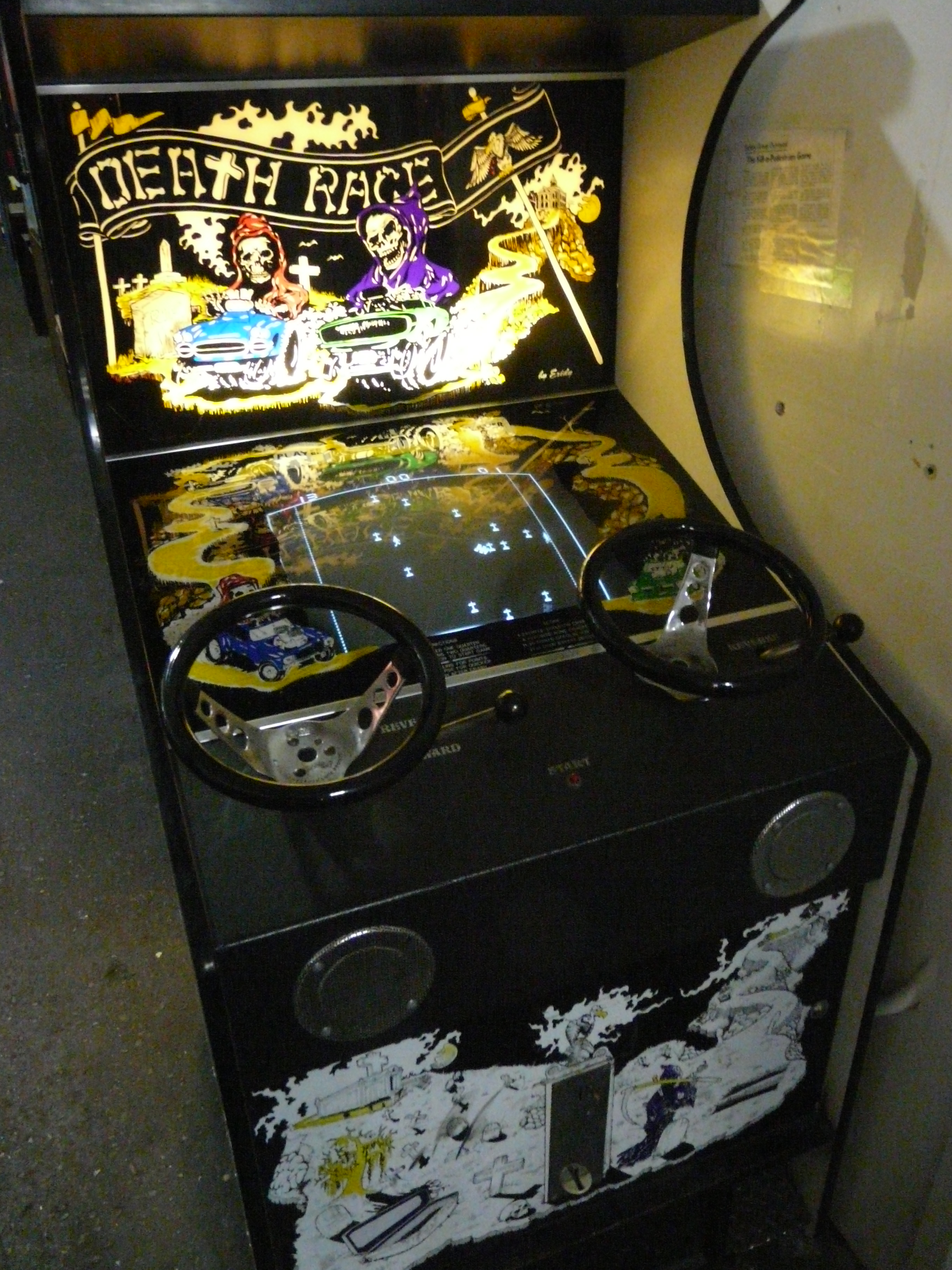
Um armário de fliperama vertical

No jogo, um ou dois jogadores controlam um carro no ecrã com um volante e um pedal de aceleração. O objetivo é atropelar "gremlins" que estão a fugir do veículo. Enquanto o jogador lhes bate, eles gritam ou guincham e são trocados por sepulturas no ecrã. Isto aumenta o desafio do jogo pois o ecrã se enche de coisas e o jogador tem de evitar as sepulturas.
A fliperama tem gráficos preto-com-branco de um carro de músculo a correr por um cemitério com um abutre numa árvore a olhar. O letreiro e a moldura do monitor são coloridos. Um número limitado tem lados brancos com arte em preto, em vez de o reverso. 

## História
Em 1975, a Exidy licenciou o jogo Destruction Derby à empresas de jogos arcade Chicago Coin para fabrico. No entanto, no ano seguinte Chicago Coin entrou em dificuldades financeiras que podiam levar à dissolução da empresa, e como a Exidy tinha vendido dinheiros exclusivos de fabrico eles já não poderiam lucrar com Destruction Derby.
Precisando de um produto interino para apresentar aos distribuidores, eles decidiram modificar Destruction Derby para que fosse comercializável. O recém-chegado engenheiro Howell Ivy da Ramtek fez várias modificações a Destruction Derby para criar este novo produto. Ele adicionou curvas à esquerda e direita do ecrã para que os inimigos se pudessem esconder atrás, mas os jogadores ficariam paralisados se tentassem passar. No topo e fundo do ecrã, os jogadores poderiam envolver-se em torno do lado oposto numa maneira semelhante ao Space Race (1973) da Atari.
Os oponentes foram mudados para figuras animadas que andavam pela ecrã na vez de veículos. Estes "gremlins" vagueavam pela espaço até um dos jogadores colidir com eles, nessa altura eles iriam guinchar e deixar para trás uma cruz representando uma sepultura. Embora um número de fontes tenha reportado que o jogo era uma adaptação licenciada do filme Death Race 2000 de 1975, Exidy negou que esse era o caso. O nome "Death Race" foi escolhido como uma reflexão dos monstros morto-vivos apresentados na arte do fliperama e no marketing, ambos criados pelo artista Michael Cooper-Hart.
Exidy só teve a intenção de criar Death Race como um produto interino até o seu jogo subsequente Car Polo (1977) estar completo. Visto de uma perspetiva aérea, os gremlins parecem-se muito com humanos e isto recebeu muita atenção nacional, como no programa 60 Minutes. Em julho de 1976, a repórter da Associated Press, Wendy Walker, contactou Exidy baseado na visualização do jogo numa arcade de Seattle. Preocupada com o conteúdo violento do jogo e o seu potencial efeito nos jogadores, ela escreveu um artigo amplamente divulgado que falava do conteúdo do jogo desfavoravelmente.
Depois deste artigo, muitas organizações de notícias por 1976-77 relataram sobre Death Race, incluindo jornais nacionais como The New York Times. Muitos na Exidy atribuíram o grande salto em vendas para a empresa a este aumento no perfil nacional, mesmo que a maioria da cobertura tenha sido negativa. No fim de 1977, o jogo já não andava nas manchetes.

## Receção
Nos Estados Unidos, foi o oitavo jogo de arcade mais lucrativo de 1976 segundo a revista RePlay. Mais tarde foi o sétimo jogo de arcade mais lucrativo de 1977, segundo a revista Play Meter.

## Legado
Funspot tem uma máquina de arcade com um fliperama todo amarelo. Uma versão de arcade original de Death Race está presente no Musée Mécanique em São Francisco. A arcade Galloping Ghost em Brookfield, Illinois, recebeu um fliperama preto original como uma doação.
Em 2016, Binary Star Software lançou um cartucho de título duplo chamado "Nox/Death Chase". O lançamento de "Death Chase" recria o look, sensação e jogabilidade do Death Race dos anos 70 no sistema de vídeo-jogos caseiro de gráficos vetoriais Vectrex dos anos 80.